# Cratere Kimry
Kimry  è un cratere sulla superficie di Marte.